# Örtzetal-Kaserne
Die Örtzetal-Kaserne (bis zum 18. September 2019 Schulz-Lutz-Kaserne) ist eine Liegenschaft der Bundeswehr in Munster im Heidekreis in Niedersachsen. 

## Lage
Die Kaserne liegt südwestlich des Stadtzentrums von Munster. Nördlich schließt sich die Hindenburg-Kaserne an, nordwestlich liegt die Peter-Bamm-Kaserne, westlich die Freiherr-von-Boeselager-Kaserne und südlich der Truppenübungsplatz Munster-Süd.

## Benennung
Die Kaserne war anfangs nach Adelbert Schulz und Oswald Lutz benannt. Am 18. September 2019 erfolgte die Umbenennung in Örtzetal-Kaserne nach dem Urstromtal, durch das der Fluss Örtze fließt und in dem der Standort Munster liegt.

## Geschichte
Seit 2020 wird in der Kaserne für 19 Millionen Euro ein neues Gebäude für das Sanitätsunterstützungszentrum Munster gebaut.

## Dienststellen
Folgende Dienststellen (Auswahl) sind oder waren in der Kaserne stationiert:
Aktuell:
- 6. Batterie/Artillerielehrbataillon 325
- 2. Kompanie/Versorgungsbataillon 141
- Sanitätsunterstützungszentrum Munster
- Sanitätsstaffel Einsatz Munster
- Bundeswehrfeuerwehr Munster
- Kraftfahrausbildungszentrum Simulator Munster
- Katholisches Militärpfarramt Munster
- Beratungsbüro Munster
- Unterstützungspersonal Kasernenkommandant Munster 1
- Heeresinstandsetzungslogistik Stützpunkt Munster 1
- Bundeswehr Fuhrpark Service GmbH Mobilitätscenter Munster
- Test- und Versuchskräfte[4]

Ehemalig:
ABC-Abwehrkompanie 3
- Panzerlehrbrigade 9
- Feldzeugbataillon 513
- Instandsetzungsbataillon 430
- Panzerlehrbataillon 91
- Panzerlehrbataillon 94
- Versorgungslehrbataillon 96